# Clipart
Ursprünglich verstand man unter Clipart Illustrationen, die aus gemeinfreien Werken oder aus dafür vorgesehenen Clipart-Büchern ausgeschnitten und in eigene Kreationen eingeklebt wurden, verwandt der Collage. Dementsprechend ist der Ausdruck abgeleitet von englisch clip „ausschneiden“ und art „Kunst“.
Im Deutschen wird der Begriff Clipart fast ausschließlich als Sammelbezeichnung für digitalisierten Zierrat des Desktop-Publishing und Bilder (häufig im Comic- oder Cartoon-Stil) zum Einfügen auf Homepages, Flyern, Einladungen und Ähnlichem verwendet, wobei sie als Ersatz für Reproduktionen von Bildmaterial mit zu vielen ablenkenden Details dienen.
Cliparts sind häufig als Rastergrafik, nicht als Vektorgrafik gespeichert, daher sind sie nur unter Qualitätseinbußen skalierbar.
Moderne Grafikpakete liefern meistens eine Clipartsammlung mit.

## Screen Beans
Weit verbreitete und bekannte Cliparts sind Screen Beans. Charakteristisch für diese Figuren, die in teils witziger Weise Alltagssituationen darstellen, ist die Verwendung von überwiegend schwarzer Farbe. Bekannt wurden sie beispielsweise durch alte Microsoft-Word-Versionen. 
Screen Beans gibt es vor allem als WMF-Dateien und bereits als animierte GIF-Bilder.